# Gschwendtobel-Brücke

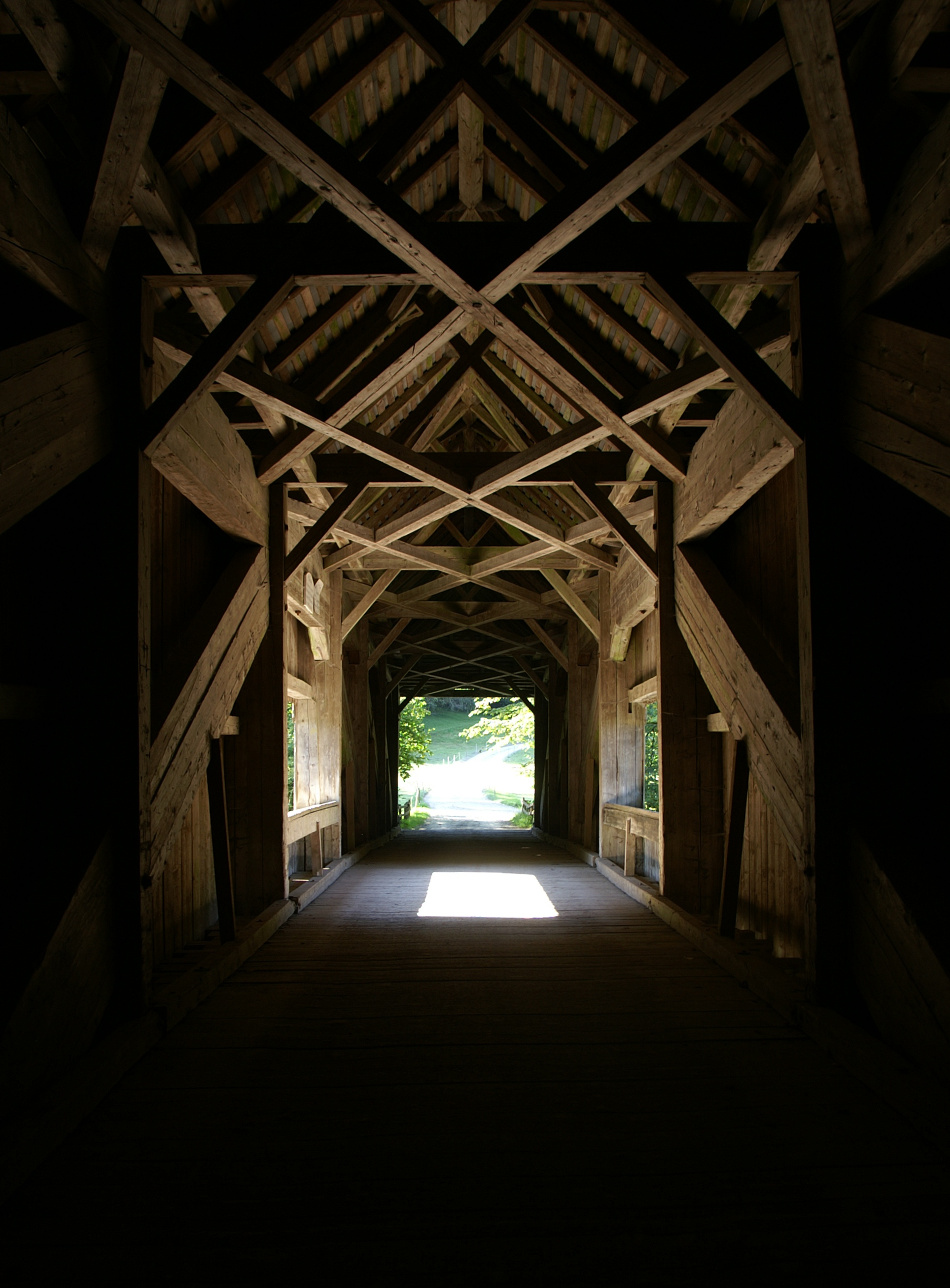
Innenansicht

Die Gschwendtobel-Brücke (im Volksmund auch Negrelli-Brücke genannt) ist eine gedeckte Holzbrücke über der Subersach im Gschwendtobel zwischen den Gemeinden Egg und Lingenau im Bregenzerwald in Vorarlberg. Die vom Bauingenieur Alois Negrelli von Moldelbe geplante Brücke ist als dreifach verstärktes Hängesprengwerk ausgebildet. Die Brücke steht unter Denkmalschutz (Listeneintrag).

## Geschichte
Über viele Jahrhunderte war die Schlucht der Bregenzer Ach und der Subersach eine schlecht überwindbare Barriere zwischen dem Vorderen und Hinteren Bregenzerwald, dadurch entwickelten sich in beiden Landesteile auch unterschiedliche Dialekte.
Gegen Ende des 18. Jahrhunderts wurde im Bregenzerwald der Wunsch nach einer befahrbaren Verbindung zwischen dem Vorderen und dem Hinteren Bregenzerwald immer größer. Der ursprüngliche Weg querte die Subersach an der Stelle des heutigen Drahtsteges. Umbauarbeiten an der Straße konnten das Gefälle im Tal der Subersach nicht erheblich verbessern. In den 1820er und 1830er Jahren wurden im Bregenzerwald zahlreiche Straßen und Wege neu gebaut bzw. ausgebaut, darunter auch die Verbindung zwischen Großdorf und Lingenau. Alois Negrelli, von 1825 bis 1832 Kreiswasserbauadjunkt in Vorarlberg, wurde mit der Trassierung der Straße von Großdorf nach Lingenau beauftragt. Auf Grund der schlechten Erfahrung mit der ursprünglichen Trasse, wurde die Trassenführung gegen das Gschwendtobel hin verlegt. Gebaut wurde die Verbindung in den Jahren 1833 bis 1836 unter der Leitung des Egger Gemeindevorstehers Johann Berlinger. Negrelli plante die Straße durch das Gschwendtobel mit einer maximalen Steigung von 9 %. Für die Errichtung der Straße wurden Einwohner mehrerer Bregenzerwälder Gemeinden zu „Frondiensten“ herangezogen. Der Anteil der Arbeitsstunden je Gemeinde wurde anhand der Bevölkerungszahl ermittelt. Die über die Gemeindevorschreibung erbrachte Arbeitsleistung wurde in Geld ausbezahlt. Die Kosten für den Bau der Gschwendtobel-Brücke übernahm die Gemeinde Egg. Der Straßenbau auf der Seite Eggs wurde durch die Gemeinden des Innerbregenzerwaldes finanziert. Der Vorderbregenzerwald übernahm die Kosten des Straßenbaues auf Lingenauer Seite sowie die Errichtung des nördlichen Brückenkopfes. Das ursprünglich verwendete Holz für die Brücke wurde in den Jahren 1828 bis 1836 geschlägert.
Auf Grund von Hangrutschungen sowie Senkungen der Fahrtrasse musste die Straße im Laufe der Jahre immer wieder renoviert und ausgebessert werden. Auch die Brücke wurde mehrfach verbessert.
Die Trasse über die Gschwendtobel-Brücke war über viele Jahrzehnte hinweg die wichtigste Straßenverbindung zwischen dem Vorderen und dem Hinteren Bregenzerwald sowie eine wichtige Verbindung zwischen dem Bregenzerwald und Deutschland. Erst mit der Eröffnung der Lingenauer Hochbrücke im Jahr 1969 und dem Bau der neuen Gschwendtobelbrücke im Jahr 1982 verlor die gedeckte Holzbrücke über die Subersach ihre Bedeutung als Verkehrsweg.
Seit 1980 sind die Gemeinden Egg und Lingenau für den Erhalt der alten, denkmalgeschützten Gschwendtobelbrücke zuständig.

## Architektur
Die tragende Konstruktion der Brücke ist als dreifach verstärktes Hängesprengwerk ausgeführt. Dabei lagern die waagrechten Balken, beidseitig der Fahrbahn, auf den Sprengstreben. Diese wiederum stützen sich auf die Fundamente am Flussufer ab. Auf den waagrechten Balken ruht die Dachkonstruktion. Außerdem ist die Fahrbahn von den Balken abgehängt. Eine Bretterwand auf beiden Seiten der Brücke sowie ein Eternitdach schützen die Konstruktion der Brücke vor Witterungseinflüssen. Die Bretterwand schließt nach unten hin segmentbogenförmig. Beide Seiten der Brücke sind durch Lichtöffnungen durchbrochen.
Das Brückenbauwerk hat eine Länge von 41 Metern, eine Breite von 5,3 Metern und befindet sich zwölf Meter über der durchschnittlichen Wasseroberfläche der Subersach. Zum Bau wurde überwiegend Weißtannenholz eingesetzt.